# Раджарата
Раджарата (раджа — царь, рата — страна, земля, то есть Земля Царей) — название области на острове Шри-Ланка, цари из которой правили страной с V-го века до н. э. по начало XIII-го века н. э. Столицей этого региона сначала был древний город Анурадхапура (с V-го века до н. э. по конец X-го века н. э.), а потом город Полоннарува (с XI-го века н. э. по начало XIII-го века н. э.) в Северо-Центральной провинции. Уттарадеса это северная часть Раджарата, которая включает в себя полуостров Джаффна.